# Lolagi Visinia
Pas d'image ? Cliquez ici

a Compétitions nationales et continentales officielles uniquement.

b Matchs officiels uniquement.
Dernière mise à jour le 10 mai 2025.
Lolagi Visinia, né le 17 janvier 1993 à Auckland (Nouvelle-Zélande), est un joueur international samoan de rugby à XV. Il joue au poste d'ailier ou d'arrière.

## Carrière
Lolagi Visinia a joué pour Auckland, les Blues, ainsi qu'avec les Baby Blacks.
Il rejoint le FC Grenoble en Pro D2 à partir de la saison 2017-2018,.

## Palmarès
- Championnat de France de Pro D2 :
  - Vice-champion : 2018 avec le FC Grenoble
- Barrage d'accession au Top 14 :
  - Vainqueur : 2018 avec le FC Grenoble
  - Finaliste : 2019 avec le FC Grenoble
- NPC :
  - Finaliste : 2023 avec Hawke's Bay.